# Montbronn
Montbronn és un municipi francès, situat al departament del Mosel·la i a la regió del Gran Est. L'any 2014 tenia 1.648 habitants.

## Demografia

### Població
El 2007 la població de fet de Montbronn era de 1.672 persones. Hi havia 648 famílies, de les quals 164 eren unipersonals (72 homes vivint sols i 92 dones vivint soles), 196 parelles sense fills, 264 parelles amb fills i 24 famílies monoparentals amb fills.
La població ha evolucionat segons el següent gràfic:
Habitants censats

### Habitatges
El 2007 hi havia 738 habitatges, 673 eren l'habitatge principal de la família, 5 eren segones residències i 61 estaven desocupats. 667 eren cases i 68 eren apartaments. Dels 673 habitatges principals, 550 estaven ocupats pels seus propietaris, 94 estaven llogats i ocupats pels llogaters i 29 estaven cedits a títol gratuït; 2 tenien una cambra, 13 en tenien dues, 70 en tenien tres, 116 en tenien quatre i 472 en tenien cinc o més. 600 habitatges disposaven pel capbaix d'una plaça de pàrquing. A 279 habitatges hi havia un automòbil i a 324 n'hi havia dos o més.

### Piràmide de població
La piràmide de població per edats i sexe el 2009 era:
| Homes | Edats   | Dones |
| ----- | ------- | ----- |
| 0     | 95 o +  | 0     |
| 0     | 90 a 94 | 4     |
| 8     | 85 a 89 | 4     |
| 8     | 80 a 84 | 8     |
| 20    | 75 a 79 | 44    |
| 20    | 70 a 74 | 40    |
| 76    | 65 a 69 | 72    |
| 24    | 60 a 64 | 44    |
| 56    | 55 a 59 | 84    |
| 48    | 50 a 54 | 40    |
| 76    | 45 a 49 | 52    |
| 56    | 40 a 44 | 60    |
| 64    | 35 a 39 | 48    |
| 56    | 30 a 34 | 52    |
| 56    | 25 a 29 | 64    |
| 68    | 20 a 24 | 48    |
| 28    | 15 a 19 | 52    |
| 48    | 10 a 14 | 84    |
| 32    | 5 a 9   | 36    |
| 32    | 0 a 4   | 36    |

## Economia
El 2007 la població en edat de treballar era de 1.060 persones, 740 eren actives i 320 eren inactives. De les 740 persones actives 696 estaven ocupades (405 homes i 291 dones) i 44 estaven aturades (17 homes i 27 dones). De les 320 persones inactives 106 estaven jubilades, 90 estaven estudiant i 124 estaven classificades com a «altres inactius».

### Ingressos
El 2009 a Montbronn hi havia 672 unitats fiscals que integraven 1.714 persones, la mediana anual d'ingressos fiscals per persona era de 17.099,5 €.

### Activitats econòmiques
Dels 65 establiments que hi havia el 2007, 1 era d'una empresa extractiva, 1 d'una empresa alimentària, 11 d'empreses de fabricació d'altres productes industrials, 4 d'empreses de construcció, 13 d'empreses de comerç i reparació d'automòbils, 3 d'empreses de transport, 5 d'empreses d'hostatgeria i restauració, 1 d'una empresa d'informació i comunicació, 1 d'una empresa financera, 3 d'empreses immobiliàries, 6 d'empreses de serveis, 11 d'entitats de l'administració pública i 5 d'empreses classificades com a «altres activitats de serveis».
Dels 16 establiments de servei als particulars que hi havia el 2009, 1 era una oficina de correu, 1 una oficina bancària, 1 funerària, 3 tallers de reparació d'automòbils i de material agrícola, 1 paleta, 1 guixaire pintor, 2 lampisteries, 1 perruqueria, 2 restaurants, 2 agències immobiliàries i 1 saló de bellesa.
Dels 5 establiments comercials que hi havia el 2009, 1 era un hipermercat, 1 una botiga de menys de 120 m², 1 una llibreria, 1 una botiga de roba i 1 una joieria.
L'any 2000 a Montbronn hi havia 13 explotacions agrícoles.

## Equipaments sanitaris i escolars
El 2009 hi havia 1 farmàcia i 1 ambulància.
El 2009 hi havia 1 escola maternal i 1 escola elemental.

## Poblacions més properes
El següent diagrama mostra les poblacions més properes.